# American Oxygen
"American Oxygen" là một bài hát của nữ ca sĩ người Barbados Rihanna. Bài hát được viết bởi Alex da Kid, Candice Pillay, Sam Harris và Rihanna; Alex da Kid và Kanye West đã sản xuất nó. Bài hát được phát hành vào ngày 4 tháng 5 trên Tidal.

## Xếp hạng
| Bảng xếp hạng (2015)                            | Vị trí cao nhất |
| ----------------------------------------------- | --------------- |
| Australia (ARIA)                                | 65              |
| Áo (Ö3 Austria Top 40)                          | 52              |
| Bỉ (Ultratip Flanders)                          | 4               |
| Belgium (Ultratop Flanders Urban)               | 16              |
| Bỉ (Ultratip Wallonia)                          | 6               |
| Canada (Canadian Hot 100)                       | 59              |
| Cộng hòa Séc (Singles Digitál Top 100)          | 5               |
| Đan Mạch (Tracklisten)                          | 22              |
| Phần Lan (Suomen virallinen lista)              | 19              |
| Pháp (SNEP)                                     | 25              |
| Trường songid là BẮT BUỘC CHO BẢNG XẾP HẠNG ĐỨC | 39              |
| Hungary (Single Top 40)                         | 24              |
| Ireland (IRMA)                                  | 33              |
| Nhật Bản (Japan Hot 100)                        | 87              |
| Hà Lan (Single Top 100)                         | 43              |
| Na Uy (VG-lista)                                | 25              |
| Slovakia (Singles Digitál Top 100)              | 6               |
| South Korea (Gaon Chart)                        | 27              |
| Tây Ban Nha (PROMUSICAE)                        | 27              |
| Thụy Điển (Sverigetopplistan)                   | 11              |
| Thụy Sĩ (Schweizer Hitparade)                   | 30              |
| Anh Quốc (OCC)                                  | 71              |
| Hoa Kỳ Billboard Hot 100                        | 78              |
| Hoa Kỳ Pop Airplay (Billboard)                  | 34              |

## Chứng nhận
| Quốc gia                                  | Chứng nhận | Số đơn vị/doanh số chứng nhận |
| ----------------------------------------- | ---------- | ----------------------------- |
| Đan Mạch (IFPI Đan Mạch)                  | Vàng       | 30,000ǂ^                      |
| Thụy Điển (GLF)                           | Bạch kim   | 20.000‡                       |
| ^ Chứng nhận dựa theo doanh số nhập hàng. |            |                               |